# Sulzbach-Rosenberg
Sulzbach-Rosenberg település Németországban, azon belül Bajorországban. Lakosainak száma 19 548 fő (2023. december 31.).

## Népesség
A település népessége az elmúlt években az alábbi módon változott:
| Lakosok száma | 18 212 | 18 596 | 18 139 | 19 425 | 19 305 | 19 624 | 19 456 | 19 414 | 19 094 | 19 548 |
|               | 1950   | 1975   | 1987   | 2012   | 2013   | 2015   | 2016   | 2019   | 2021   | 2023   |